# Лоу-Мор (Вірджинія)
Лоу-Мор (англ. Low Moor) — переписна місцевість (CDP) в США, в окрузі Аллегені штату Вірджинія. Населення — 402 особи (2020).

## Географія
Лоу-Мор розташований за координатами 37°47′48″ пн. ш. 79°51′50″ зх. д. / 37.79667° пн. ш. 79.86389° зх. д. (37.796716, -79.863910).  За даними Бюро перепису населення США в 2010 році переписна місцевість мала площу 2,84 км², з яких 2,75 км² — суходіл та 0,09 км² — водойми.

## Демографія
Згідно з переписом 2010 року, у переписній місцевості мешкало 258 осіб у 117 домогосподарствах у складі 77 родин. Густота населення становила 91 особа/км².  Було 133 помешкання (47/км²).
Расовий склад населення:
| - 89,1 % — білих - 6,6 % — чорних або афроамериканців - 0,4 % — корінних американців |

До двох чи більше рас належало 3,1 %. Частка іспаномовних становила 2,3 % від усіх жителів.
За віковим діапазоном населення розподілялося таким чином: 18,2 % — особи молодші 18 років, 65,1 % — особи у віці 18—64 років, 16,7 % — особи у віці 65 років та старші. Медіана віку мешканця становила 49,0 року. На 100 осіб жіночої статі у переписній місцевості припадало 111,5 чоловіків;  на 100 жінок у віці від 18 років та старших — 104,9 чоловіків також старших 18 років.
За межею бідності перебувало 53,3 % осіб, у тому числі 0,0 % дітей у віці до 18 років та 80,0 % осіб у віці 65 років та старших.
Цивільне працевлаштоване населення становило 17 осіб. Основні галузі зайнятості: інформація — 47,1 %, роздрібна торгівля — 29,4 %, виробництво — 23,5 %.